# Ameroseius longitrichus
Ameroseius longitrichus es una especie de ácaro del género Ameroseius, familia Ameroseiidae. Fue descrita científicamente por W.Hirschmann en 1963.
Esta especie ha sido registrada en Finlandia, Polonia y los Estados Unidos.